# Tswaaneng
Tswaaneng est une ville du Botswana.